# Barycentrische coördinaten

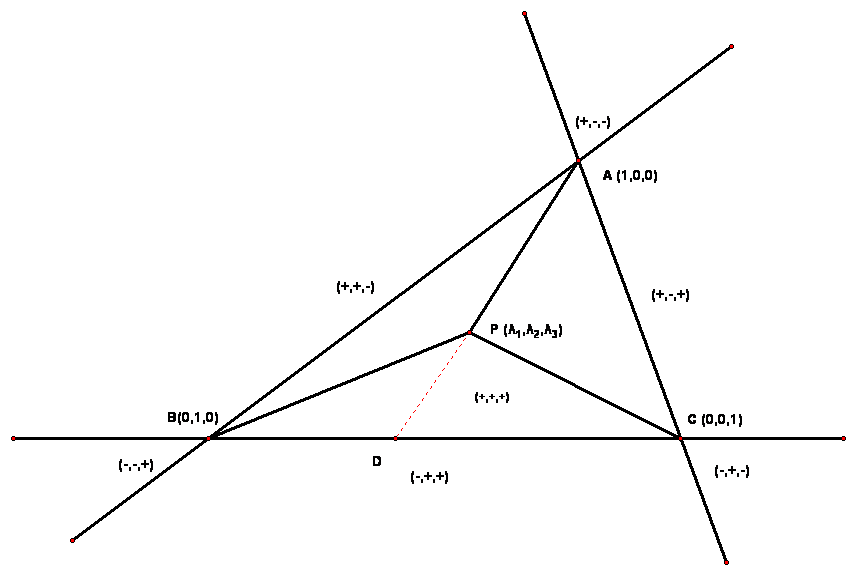
Tekens van de barycentrische coördinaten in verschillende gebieden ten opzichte van de basisdriehoek

Barycentrische coördinaten vormen een coördinatenstelsel waarmee een punt vastgelegd wordt ten opzichte van de hoekpunten van een simplex. Dit is een generalisatie in meer dimensies van een driehoek.
De naam komt van barycentrum, een ander woord voor massamiddelpunt of zwaartepunt. Zet men in de hoekpunten van de simplex massa's ter grootte van de barycentrische coördinaten van een punt, dan is het punt juist het zwaartepunt van de massa's. Barycentrische coördinaten zijn op een gemeenschappelijke factor na eenduidig. Het zijn dus de verhoudingen van de coördinaten die het punt bepalen. Het is daarom wel gebruikelijk de barycentrische coördinaten te scheiden door deeltekens, door dubbelepunten. Barycentrische coördinaten zijn in 1827 door August Ferdinand Möbius geïntroduceerd. 
Is de simplex een gegeven driehoek {\displaystyle ABC} in een vectorruimte, met de vectoren die wijzen naar de drie hoekpunten {\displaystyle \mathbf {a} ,\mathbf {b} ,\mathbf {c} }, dan kan een punt in het vlak van de driehoek door drie barycentrische coördinaten worden aangegeven. Het punt met barycentrische coördinaten {\displaystyle x:y:z} is het eindpunt van de volgende affiene combinatie van de hoekpunten: 
{\displaystyle {\frac {x\mathbf {a} +y\mathbf {b} +z\mathbf {c} }{x+y+z}}}

## Definitie
Als in een vectorruimte over {\displaystyle \mathbb {R} } de simplex met hoekpunten {\displaystyle x_{1},x_{2},\ldots ,x_{m}} gegeven is en voor een punt {\displaystyle y} zijn er positieve reële getallen {\displaystyle a_{1},a_{2},\ldots ,a_{m}} waarvoor geldt:
{\displaystyle (a_{1}+a_{2}+\ldots +a_{m})y=a_{1}x_{1}+a_{2}x_{2}+\ldots +a_{m}x_{m}}
dan heten {\displaystyle (a_{1}:a_{2}:\ldots :a_{m})} barycentrische coördinaten van {\displaystyle y} ten opzichte van de simplex.
Dit betekent dat {\displaystyle y} het massamiddelpunt of zwaartepunt is van de massa's {\displaystyle a_{1},a_{2},\ldots ,a_{m}} geplaatst in de hoekpunten {\displaystyle x_{1},x_{2},\ldots ,x_{m}} van de simplex.
Barycentrische coördinaten zijn homogeen, wat wil zeggen dat voor verschillende waarden van {\displaystyle c\neq 0} de coördinaten {\displaystyle (ca_{1}:ca_{2}:\ldots :ca_{m})} alle hetzelfde punt aanwijzen.
Als de betreffende simplex een driehoek is, dan geldt {\displaystyle m=3}. 

### Alternatieve definitie met oppervlaktes
De barycentrische coördinaten van een punt {\displaystyle P} ten opzichte van een driehoek worden gegeven door het tripel
{\displaystyle {\big (}\mathrm {Opp} (PBC):\mathrm {Opp} (APC):\mathrm {Opp} (ABP){\big )}}
waarbij bijvoorbeeld {\displaystyle \mathrm {Opp} (PBC)} positief is als {\displaystyle PBC} en {\displaystyle ABC} dezelfde oriëntatie hebben en negatief als de oriëntaties tegengesteld zijn. De tekens {\displaystyle -\ +\ -} en {\displaystyle -\ -\ +} in de tekening zijn per ongeluk verwisseld.

### Genormaliseerde barycentrische coördinaten
Vaak wordt gewerkt met genormaliseerde barycentrische coördinaten, dat wil zeggen dat de som van de coördinaten gelijk is aan 1. In dat geval worden de coördinaten wél gescheiden met komma's. De genormaliseerde barycentrische coördinaten van het zwaartepunt van een driehoek zijn bijvoorbeeld {\displaystyle \left({\tfrac {1}{3}},{\tfrac {1}{3}},{\tfrac {1}{3}}\right)}.

## Voorbeelden in een driehoek
Hieronder staan van een aantal bijzondere punten in de driehoek {\displaystyle ABC} met zijden {\displaystyle a,b} en {\displaystyle c} de barycentrische coördinaten. Daarin is: 
{\displaystyle 2s=a+b+c,\quad t_{a}=\tan(A),\quad t_{b}=\tan(B),\quad t_{c}=\tan(C)} en {\displaystyle t=t_{a}+t_{b}+t_{c}}
- {\displaystyle A:(1:0:0)}
- {\displaystyle B:(0:1:0)}
- {\displaystyle C:(0:0:1)}
- het zwaartepunt: {\displaystyle (1:1:1)}
- het middelpunt van de ingeschreven cirkel: {\displaystyle (a:b:c)}
- het hoogtepunt: {\displaystyle (t_{a}:t_{b}:t_{c})}
- het middelpunt van de omgeschreven cirkel: {\displaystyle (t-t_{a}:t-t_{b}:t-t_{c})}
- het punt van Nagel: {\displaystyle (s-a:s-b:s-c)}
- het punt van Fermat: {\displaystyle \left({\frac {t_{a}}{t_{a}+{\sqrt {3}}}}:{\frac {t_{b}}{t_{b}+{\sqrt {3}}}}:{\frac {t_{c}}{t_{c}+{\sqrt {3}}}}\right)}
- het punt van Hofstadter: {\displaystyle (a\ t-s\ t_{a}:b\ t-s\ t_{b}:c\ t-s\ t_{c})}
- het punt van Fuhrmann: {\displaystyle ((s-a)\ t+s\ t_{a}:(s-b)\ t+s\ t_{b}:(s-c)\ t+s\ t_{c})}

## Verband met cartesische coördinaten
Als de hoekpunten van een driehoek in een vlak gegeven zijn in cartesische coördinaten als {\displaystyle A=(x_{A},y_{A}),\ B=(x_{B},y_{B})} en {\displaystyle C=(x_{C},y_{C})}, dan zijn de cartesische coördinaten voor het punt met genormaliseerde barycentrische coördinaten {\displaystyle (u:v:w)}
{\displaystyle \left(ux_{A}+vx_{B}+wx_{C},uy_{A}+vy_{B}+wy_{C}\right)}.
Voor een punt met willekeurige barycentrische coördinaten {\displaystyle (u:v:w)} zijn de cartesische coördinaten: 
{\displaystyle \left({\frac {ux_{A}+vx_{B}+wx_{C}}{u+v+w}},{\frac {uy_{A}+vy_{B}+wy_{C}}{u+v+w}}\right).}

## Lijnen in het vlak
Drie punten {\displaystyle P_{1}=(x_{1}:y_{1}:z_{1})}, {\displaystyle P_{2}=(x_{2}:y_{2}:z_{2})} en {\displaystyle P_{3}=(x_{3}:y_{3}:z_{3})} liggen op één lijn, dan en slechts dan als:
{\displaystyle \left|{\begin{array}{ccc}x_{1}&y_{1}&z_{1}\\x_{2}&y_{2}&z_{2}\\x_{3}&y_{3}&z_{3}\end{array}}\right|=0.}
Hieruit volgt dat een lijn in barycentrische coördinaten {\displaystyle x,\ y} en {\displaystyle z} door {\displaystyle fx+gy+hz=0} is bepaald. 
In het bijzonder is de lijn door {\displaystyle P_{1}} en {\displaystyle P_{2}} gegeven door {\displaystyle (y_{1}z_{2}-y_{2}z_{1})x+(z_{1}x_{2}-z_{2}x_{1})y+(x_{1}y_{2}-x_{2}y_{1})z=0}
Soms worden de coëfficiënten van zo’n lijn weergegeven als barycentrische lijncoördinaten, geschreven met vierkante haken als {\displaystyle [f:g:h]}. Dit weerspiegelt de dualiteit van lijn en punt in het projectieve vlak. Drie lijnen 
{\displaystyle \ell _{1}=[f_{1}:g_{1}:h_{1}]}, {\displaystyle \ell _{2}=[f_{2}:g_{2}:h_{2}]} en {\displaystyle \ell _{3}=[f_{3}:g_{3}:h_{3}]}
snijden elkaar in één punt dan en slechts dan als de 3x3-determinant met de coëfficiënten de waarde 0 heeft. 

### Oneindig verre rechte
Een speciale plaats wordt ingenomen door de lijn {\displaystyle \ell ^{\infty }=[1:1:1]}, de oneindig verre rechte. Punten die op deze rechte liggen hebben geen genormaliseerde barycentrische coördinaten.